# Asemankylä, Ijo
Asemankylä (även: Asemakylä) är en ort i Ijo kommun i landskapet Norra Österbotten i Finland. Orten utgör en del av tätorten Ijo hamn.
I orten ligger Ijo järnvägsstation. Vägavståndet till centrala Ijo hamn är cirka 4 kilometer. 